# Peștera de la Vadu Crișului

Formațiune din Peșteră

Peștera de la Vadu Crișului este una din cele mai cunoscute și studiate peșteri din România.

## Localizare
Peștera se afla în județul Bihor, comuna Vadu Crișului în defileul Șuncuiuș - Vadu Crișului la 50 m de râul Crișul Repede, pe versantul nordic al Munților Pădurea Craiului. La peștera se poate ajunge foarte ușor cu trenul personal pe ruta Cluj Napoca-Oradea. Peștera este cunoscută ca una din peșterile cu cea mai bogată faună cavernicolă din România.

## Descoperire
A fost descoperită de către Czaran Gyula și cei doi colaboratori, Karl Handt și Veress Istvan, la 10 noiembrie 1903.

## Descriere
Descoperirea s-a făcut prin dinamitarea versantului ca urmare a unor bănuieli că deasupra cascadei Vadu Crișului ce poate fi văzută de pe calea ferată s-ar afla o peșteră de mari dimensiuni. Contele Odon Zichy pe a cărui proprietate se află peștera a dispus amenajarea sa cu podețe și scări de lemn astfel încât în 1905 a fost deschisă spre vizitare fiind considerată la aceea vreme cea mai frumoasa peșteră din Europa. Prin peșteră curge o apă care la 40 m de intrare formează o cascadă de aproximativ 6 m. Stalactite și stalagmite pot fi observate pe toată lungimea peșterii, unele formațiuni au denumirea de Mormântul lui Mahomed, Vulturul Alb, Adam și Eva, Barba lui Mahomed chiar și Albă ca Zăpada și cei Șapte Pitici.  Peștera nu poate fi vizitată în totalitate, o parte fiind rezervată cercetărilor speologice. Peștera adăpostește cea mai bogată faună cavernicolă din România. Aici sunt specii de melci, viermi, insecte si crustacee. Peștera fiind atât de mare și cu galerii multe este bine populată de  liliacul cu botul in formă de potcoavă. Originea apei este Izvorul Bătrânului care după un traseu scurt se pierde în pachetul de calcare.

## Observații
În 1905 a fost deschisă pentru  vizitare, fiind considerată la acea vreme cea mai frumoasă peșteră din Europa. Din 1955 este declarată monument al naturii.

## Legende
Raiul și Iadul sunt două galerii, străbătute de un izvor cu legendă; se spune că dacă te gândești la o fată pe care o placi, înainte de a bea apă din palma din acel izvor, dorința se va împlini și acea fată se va îndrăgosti de tine.